# Conquesta almohade de Mallorca
La Conquesta de Mallorca per part de les tropes musulmanes de la dinastia almohade es va produir l'any 591 de l'hègira (1203 de l'era cristiana) i va enfrontar les tropes almohades amb les tropes almoràvits d''Abd Allāh ibn Ishāq ibn Ġānīya que restaven a l'illa de Mayūrqa.

## Antecedents
Els almohades havien estat frenats al nord d'Àfrica pels mercenaris catalans de Reverter I fins a la seva mort i la de Taixfín ibn Alí en combat, van acabar deposant els almoràvits amb la caiguda de Marrakech en 1145, i els musulmans de la península es van revoltar contra els almoràvits, que només van conservar Gharnata, que va caure en mans almohades en 1155, i les illes Balears, des d'on es feien atacs constants a les costes del nord d'Àfrica.

## Conseqüències
Després de la derrota almoràvit, la Taifa de Mayūrqa fou incorporada als dominis dels almohades que nomenaren a 'Abd Allāh ibn Tā'Allāh al-Kumī com a valí.